# KARIYA洲原音楽祭
KARIYA洲原音楽祭（かりやすはらおんがくさい）は、愛知県刈谷市で2002年（平成14年）から毎年10月に開催されている音楽祭である。主催は刈谷市観光協会。

## 特色
2001年（平成13年）まで「観月の夕べ」として開催されていた音楽イベントが、2002年（平成14年）より「KARIYA洲原音楽祭」としてリニューアルされたものである。
出場対象者は、プロを目指すアマチュアの音楽家で、審査にはレコード会社のスカウトが参加する。予選があり、本選はCBCラジオで放送される。
なお、第1回は2002年（平成14年）10月19日に洲原公園で開催された。また2012年（平成24年）に開催される第11回から「エンジョイ部門」が設けられ、「コンテスト部門」と合わせ2部門が開催される。

## 会場
会場は毎年異なる。以下は過去行われたことのある会場である。
- 洲原公園・愛知県刈谷勤労福祉会館（第1回〜第5回）
- 愛知教育大学内サッカー・ラグビー場（第6回）
- 刈谷ハイウェイオアシス オアシスステージ（第7回〜第11回）